# David Byrne (politiker)
David Byrne, född 26 april 1947 i Monasterevin, är en irländsk jurist och politiker. Han var Attorney General (motsvarar ungefär justitiekansler) 1997–1999 och var en av delegaterna under förhandlingar om Långfredagsavtalet 1998. Åren 1999–2004 var han EU-kommissionär med ansvar för hälso- och konsumentfrågor i Prodi-kommissionen. I den befattningen genomdrev han tobaksdirektivet, vilket bland annat förbjuder reklam för tobaksprodukter.